# Tony Gómez
Julio César Gómez – detto Tony – (Melo, 23 settembre 1966) è un ex calciatore uruguaiano, di ruolo difensore.

## Palmarès

### Club

#### Competizioni nazionali
- Campionato uruguaiano: 2

Nacional: 1992, 2000
- Liguilla Pre-Libertadores de América: 2

Nacional: 1990, 1992

#### Competizioni internazionali
- Coppa Libertadores: 1

Nacional: 1988
- Coppa Intercontinentale: 1

Nacional: 1988
- Recopa Sudamericana: 1

Independiente: 1995
- Supercoppa Sudamericana: 2

Nacional: 1989
Independiente: 1995
- Coppa Interamericana: 1

Nacional: 1988